# Bužim vára
Bužim vára egy középkori várrom Horvátországban, a Lika-Zengg megyei Gospićhoz tartozó Bužim területén.

## Fekvése
A Gospićtól nyugatra, a Velebit-hegység erdős magaslataitól övezett kis medence fölé magasodó 652 méteres Gradina nevű magaslaton találhatók maradványai.

## Története
Erről a várról a törökök érkezése előtt nincs megbízható adatunk, és az első említést is csak Glavinić zenggi püspöknél találjuk meg 1696-ban a Likáról szóló leírásában a törököktől való felszabadulás utáni vizitáció során. A vár szabálytalan négyszögű volt, kör alaprajzú toronnyal az északnyugati sarokban. A várba való bejutást egy félkör alakú sánc tovább erősítette. 

## A vár mai állapota
A vár mai állapota nagyon leromlott, a vakolat helyenként meglazult, ezért a kövek érintésre kidőlnek. A vár belső felosztása, amint az az alaprajzon látható, ma nem észrevehető, mert a területet nagyon benőtte a növényzet. A terep megtisztítása valószínűleg gazdagabb maradványokat hoz napvilágra.